# Boćarski savez Bosne i Hercegovine
Boćarski savez Bosne i Hercegovine je krovna organizacija boćanja u Bosni i Hercegovini.

## Povijest
Proglašenjem nezavisnosti BiH i odcjepljenjem od SFRJ osnovan je Boćarski savez BiH.
Nositelji boćarskog športa u Bosni i Hercegovini su Hrvati, prije svega iz Hercegovine.

## Članice
Prva liga: BK Ante Rozić Mostar, BK Bura Posušje, BK Grude, BK Dračevo, BK Ljubuški, BK Posušje, BK Radišići Ljubuški, BK Široki Široki Brijeg.
Druga liga: BK Banja Luka, BK Bosna Sarajevo, BK Čapljina,  BK Hrvatski radiša Međugorje, Herceg Etno selo, BK Napredak-Willa Sarajevo, BK Neum, BK Zenica, BK Sveti Stipan Sovići, BK Zrinjski Mostar, BK Rastok Prolog.

## Natjecanja
BS BiH organizira prvu i drugu ligu, te Kup BiH.

## Vanjske poveznice
- Službena stranica  Arhivirana inačica izvorne stranice od 11. srpnja 2017. (Wayback Machine)
- Federalno ministarstvo pravde BiH  Arhivirana inačica izvorne stranice od 2. kolovoza 2017. (Wayback Machine) Udruženje građana Boćarski savez Herceg-Bosne, Mostar